# عدنان عمر الجفري
عدنان عمر الجفري سياسي ومسؤول يمني سابق ولد عام 1961 في مديرية لودر محافظة أبين 

## المؤهلات العلمية
1. حاصل على شهادة الماجستير بدرجة امتياز في العلوم القانونية.
2. حاصل على شهادة الدكتوراه في القانون العام بدرجة امتياز مع مرتبة الشرف الأولى.

## المناصب التي تقلدها
- عين نائب للمدعي العام العسكري.
- رئيس لشعبة التحقيقات.
- رئيس لنيابة المنطقة الشمالية الغربية العسكرية.
- التحق بكلية الحقوق جامعة عدن وعمل أستاذاً فيها ثم شغل منصب نائب عميد الكلية.
- انتخب عضوا في مجلس النواب عن الدائرة (25).
- عين عميداً لكلية التربية بمحافظة ابين.
- عين وزيراً للعدل 17 مايو 2003 م.
- عين وزيراً للشئون القانونية 11 فبراير 2006م.
- عين وزيراً لشئون مجلسي النواب والشورى 5 أبريل 2007.
- انتخب محافظا لعدن في 18 مايو 2008 بأغلبية أصوات أعضاء المجالس المحلية لمديريات عدن الثمان وأعضاء المجلس المحلي للمحافظة.[2]
- عُين في 2011 عضواً في مجلس الشورى.[3]